# Pacte Nacional per la Llengua
El Pacte Nacional per la Llengua (PNL) és un projecte del Govern Catalunya que defineix la voluntat del mateix govern de tractar els temes relacionats amb la llengua catalana d'una manera «frontal, transversal, dialogant i rigorosa», amb l'objectiu de guanyar 600.000 nous parlants de català en cinc anys i garantir-ne l'ús amb normalitat en tots els àmbits.

## Història
El Pacte Nacional per la Llengua és una iniciativa adoptada pel Parlament de Catalunya el 30 de setembre de 2021, destinada a «promoure un Pacte Nacional que forneixi del màxim suport social i institucional el desenvolupament de les polítiques necessàries pel que fa a l'ús i el coneixement de la llengua catalana i que faci del català un instrument de coneixement i de cohesió social».

## Contingut
La resolució del Parlament esmenta la mala situació de l'aprenentatge i ús del català en l'ensenyament, la universitat, la formació del professorat, la recerca, i defensa el català en el sector audiovisual i en les xarxes socials. A més, esmenta el procés obert de reconeixement del català com a llengua d'ús oficial de la Unió Europea, l'ús del català en l'àmbit comercial, en l'administració de justícia i en el sistema sociosanitari.
El Pacte Nacional per la Llengua preveu una inversió anual de més de 200 milions d'euros, dels quals 79 milions d'euros es destinaran a la implantació d'aules d'acollida en escoles i instituts, 57 milions d'euros es destinaran a subvencions i ajuts per a iniciatives i empreses culturals, 16 milions d'euros es destinaran a subvencions i ajuts per a per a mitjans de comunicació i 52 milions d'euros serviran per a rellançar el Consorci per a la Normalització Lingüística.

## Suports i detractors
El pacte té el suport dels partits polítics que van investir Salvador Illa el 2024: el Partit dels Socialistes de Catalunya (PSC), Esquerra Republicana de Catalunya (ERC) i Catalunya en Comú (Comuns), mentre que se n'han desmarcat els altres partits amb representació parlamentària com Junts per Catalunya (Junts), la Candidatura d'Unitat Popular (CUP) i Aliança Catalana, per considerar-lo insuficient, mentre que el Partit Popular i Vox en son obertament contraris.
D'altra banda, el pacte el signaren una vintena d'entitats com Òmnium Cultural, la Plataforma per la Llengua, l'Associació de Mestres Rosa Sensat, la Taula d'Entitats del Tercer Sector Social, l'Institut d’Estudis Catalans, el Col·legi Oficial de Doctors i Llicenciats en Filosofia i Lletres i en Ciències de Catalunya, la Coordinadora d'Associacions per la Llengua, el CIEMEN, la Fundació puntCat, la Confederació d’Associacions Veïnals de Catalunya, la Confederació de Cooperatives de Catalunya, el Consell dels Il·lustres Col·legis d'Advocats de Catalunya, la Federació de Municipis de Catalunya, el Consell General de Cambres de Catalunya, el Foment del Treball Nacional i sindicats com Comissions Obreres i la Intersindical-CSC, però no USTEC, sindicat majoritari al sector de l'ensenyament.
Òmnium Cultural i Plataforma per la Llengua van manifestar que la dotació és insuficient, i Òmnium Cultural, que no pot considerar-se complet mentre no obtingui el suport de Junts i la CUP. L'Assemblea Nacional Catalana, que no fou convidada a participar ni a signar el pacte, el considera insuficient des de tots els punts de vista atesos els resultats de l'Enquesta d'Usos Lingüístics de 2023.

## Crítiques
Les entitats que no han signat el Pacte Nacional per la Llengua critiquen la manca d'ambició en el model educatiu, el món laboral, el sistema sanitari i l'administració de justícia, en els què el PNL reconeix que la llengua viu una situació dolenta, però no en concreta l'aplicació de mesures: no s'especifica com es garantirà la immersió lingüística al sistema educatiu, ni amb quins indicadors es mesurarà el seu compliment, ni què farà el govern de la Generalitat en cas que el Tribunal Constitucional espanyol imposi definitivament el 25% de castellà a les escoles.